# Atarba (Atarba) subdentata
Atarba (Atarba) subdentata is een tweevleugelige uit de familie steltmuggen (Limoniidae). De soort komt voor in het Neotropisch gebied.